# Szabolcs Huszti
Szabolcs Huszti (* 18. dubna 1983, Miskolc, Maďarsko) je maďarský fotbalový záložník a bývalý reprezentant, který působí od ledna 2016 v německém klubu Eintracht Frankfurt.
Mimo Maďarsko působil ve Francii, Německu, Rusku a Číně.

## Reprezentační kariéra
Huszti debutoval v A-mužstvu Maďarska 25. 4. 2004 pod německým trenérem Lotharem Matthäusem v přátelském zápase proti Japonsku, na výhře 3:2 se podílel jedním gólem.